# Landkreis Saarlouis
Landkreis Saarlouis är ett distrikt (Landkreis) i västra delen av det tyska förbundslandet Saarland, med Saarlouis som huvudort.